# Беле (гміна Сомпольно)
Беле (пол. Biele) — село в Польщі, у гміні Сомпольно Конінського повіту Великопольського воєводства.
Населення — 250 осіб (2011).
У 1975-1998 роках село належало до Конінського воєводства.

## Демографія
Демографічна структура станом на 31 березня 2011 року:
|          | Загалом | Допрацездатний вік | Працездатний вік | Постпрацездатний вік |
| -------- | ------- | ------------------ | ---------------- | -------------------- |
| Чоловіки | 125     | 40                 | 82               | 3                    |
| Жінки    | 125     | 32                 | 79               | 14                   |
| Разом    | 250     | 72                 | 161              | 17                   |